# لطف الله النيسابوري
لطف الله النيسابوري (بالفارسية: لطف‌الله نیشابوری) هو فاضل وأديب و شاعر ومتصوف، من أهل نيسابور.
كان من أهل نيسابور، غير أنه انتقل إلى إسفرايين و سكنها. عاصر الأمير تيمور الگورگاني وولده ميرانشاه، ومدحهما في شعره. توفي باسفرايين سنة 786 هـ، وقيل سنة 816 هـ، وقيل سنة 810 هـ.

## آثاره
له كتاب «غاية المطلوب في الواجب والمندوب» ، وديوان شعر.